# Condado de Clarendon (Carolina do Sul)
O Condado de Clarendon é um dos 46 condados do Estado americano da Carolina do Sul. A sede do condado é Manning, e sua maior cidade é Manning. O condado possui uma área de 1 802 km² (dos quais 229 km² estão cobertos por água), uma população de 32 502 habitantes, e uma densidade populacional de 21 hab/km² (segundo o censo nacional de 2000). O condado foi fundado em 1855.